# Jiří Dudek aneb Napálený manžel
Jiří Dudek aneb Napálený manžel (George Dandin ou le Mari confondu) je comédie-ballet od Molièra. J. B. Lully vytvořil hudební interméda, choreografii Pierre Beauchamps, scény a stroje připravil Carlo Vigarani a Henri de Gissey. Hra měla premiéru v červenci 1668 během karnevalových slavností le Divertissement royal pořádaných Colbertem k uzavření cášského míru.

## Děj
Dvorní historik André Félibien hru v oficiální brožuře (1668) shrnul takto: Předmětem hry je, že zámožnému rolníkovi (nouveau riche), který se oženil s dcerou venkovského pána, se od manželky stejně jako od jejího otce nedostává nic jiného než opovržení. Tchyně, která ho přijala za zetě jen kvůli jeho majetku a bohatství, jím ale opovrhuje pro jeho sociální postavení.